# بوغي مان (فلم)
بوغي مان أو البعبع (بالإنجليزية: Boogeyman) هو فيلم رعب تم إنتاجه في ألمانيا ونيوزيلندا والولايات المتحدة وصدر سنة 2005، من بطولة إيميلي ديشانيل وسكاي ماكول بارتوسياك ولوسي لوليس.

## القصة
يحاول شاب التعامل مع رهاب الطفولة الذي أثر على حياته.

## الميزانية والإيرادات
كلف الفيلم 20 مليون دولار وحقق ارباح تقدر بـ 67 مليون دولار.

## روابط خارجية
- مقالات تستعمل روابط فنية بلا صلة مع ويكي بيانات